# Gastrodia longitubularis
Gastrodia longitubularis är en orkidéart som beskrevs av Q.W.Meng, X.Q.Song och Yi Bo Luo. Gastrodia longitubularis ingår i släktet Gastrodia och familjen orkidéer.
Artens utbredningsområde är Hainan (Kina). Inga underarter finns listade i Catalogue of Life.